# جامعة طرابلس (لبنان)
جامعة طرابلس لبنان (بالإنجليزية: University Of Tripoli Lebanon)‏ هي جامعة خاصة في لبنان تأسست عام 1982. تقع في مدينة طرابلس.

## الكليات
- كلية الشريعة والدراسات الإسلامية
- كلية إدارة الأعمال
- كلية الآداب والعلوم الإنسانية
- جامعة المعارف

## وصلات خارجية
- الموقع الإلكتروني